# Solovecký monastýr
Solovecký klášter (rusky Соловецкий монастырь) je stavropigiální mužský klášter Ruské pravoslavné církve na Soloveckých ostrovech v Rusku.
Založen byl v 1. polovině 15. století mnichy Zosimou, Germanem a Savvatijem Soloveckými. Mocné kamenné hradby s věžemi byly vztyčeny na konci 16. století. Před nástupem Petra I. patřil klášter mezi největší vlastníky půdy v Rusku.
Ve 20. a 30. letech 20. století byl v klášteře umístěn jeden z prvních gulagů, Solovecký tábor zvláštního určení. Klášterní život zde byl obnoven až v roce 1990.
Od roku 1992 je v rámci Kulturního a historického komplexu Soloveckých ostrovů zanesen na seznam světového dědictví UNESCO a v roce 1995 se dostal na státní seznam zvláště cenných objektů kulturního dědictví národů Ruské federace.

## Historie

### Založení
Dějiny kláštera sahají do roku 1429, kdy na největším ze Soloveckých ostrovů přistáli dva mniši German a Savvatij, kteří na místě dnešní poustevny sv. Savvatije prožili několik let v rozjímání a modlitbách. Za datum založení dřevěného kláštera je považován rok 1436, kdy se na ostrov vrátil German s mnichem Zosimou. Okolo nich se shromáždila komunita, která se stala základem nového kláštera. Prvním představeným byl právě Zosima Solovecký.
Důležitý impulz pro rozvoj kláštera přišel roku 1450, kdy Marfa Boreckaja, žena novgorodského starosty a vůdkyně v bojích za nezávislost na Moskvě, darovala klášteru karelskou osadu Kem. Državy na strategicky důležitém pobřeží Bílého moře se dařilo rychle rozmnožovat a monastýr bohatl.

### 16. století
Za panování představeného Filipa (pozdějšího metropolity moskevského Filipa II.) v 16. století se klášter stal nejvýznamnějším kulturním, politickým a ekonomickým centrem bělomořského regionu.
Roku 1538 sice původní dřevěný areál zcela shořel. Díky štědrým finančním darům od cara a jiných mecenášů byl klášter do konce 16. století nejen obnoven, ale i značně rozšířen a opevněn mohutnou kamennou hradbou se sedmi věžemi a sedmi branami (1584-1594). Vznikly tak kamenné stavby chrámu Zesnutí přesvaté Bohorodice (1552-1557), velikého na sloupy sklenutého refektáře o ploše 481m² a katedrálního chrámu Proměnění Páně s obvodovými zdmi 4-6 metrů silnými, do kterého byly roku 1566 přeneseny ostatky svatých Zosimy a Savvatije. Do roku 1602 byla postavena ještě několika patrová zvonice. Do počátku 17. století byl u vstupní brány přistavěn ještě třetí chrám, Blagoveščenský, mlýn a sušárna obilí. 
Mezi ostrovními jezery začala být budována síť kanálů, která přiváděla dostatek pitné vody. Klášter byl osvobozen od daní za obchod se solí, proto otevíral nové solivárny. Představený Filip dal také nedaleko Priozersku založit v regionu první dílnu na výrobu kovových zbraní (tzv. Železná poustevna).

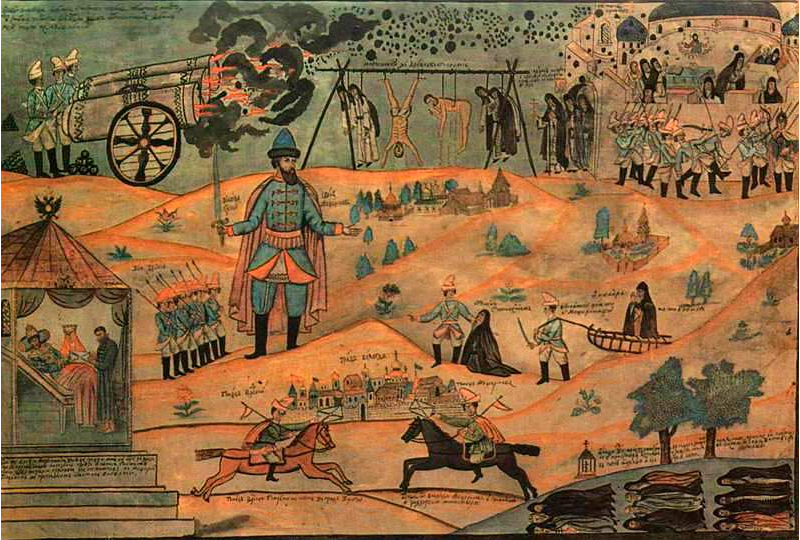
Vévoda Meščerinov potlačuje solovecké povstání roku 1676

Spolu s Kemí byl Solovecký klášter také důležitou pohraniční pevností. Jenom na přelomu 16. a 17. století ustál několik švédských útoků. Z tohoto důvodu zde byla umístěna stálá vojenská posádka včetně děl.
V 16. století začal klášter sloužit také jako církevní vězení a žalář pro politické vězně. Mnozí carové a církevní představitelé po staletí využívali jeho izolovanou polohu a pevné zdi, aby se zbavili různých vzpurných osobností, heretiků, sektářů, starověrců, spiklenců, osob nespolehlivých či podezřelých. Věznice byla uzavřena až v roce 1883, za celou dobu její existence tudy prošlo přes 500 vězňů.

### 17. století
V Anzerské poustevně svaté Trojice přijal roku 1635 mnišský postřih třicetiletý Nikon, budoucí patriarcha moskevský a vší Rusi. O pět let později však kvůli sporům ze Soloveckých ostrovů odešel do Kožeozerského kláštera. Přesto však tento muž nakonec významně zasáhl do dějin Soloveckého monastýru. Nikonovu církevní reformu totiž klášter odsoudil jako herezi (tzv. solovecké povstání). V reakci na to byla klášterní pevnost 8 let obležena, dokud roku 1676 jeden z bratrů neotevřel dobyvatelům tajný vchod v jedné z věží. Téměř všichni vzbouření mniši byli tehdy zavražděni.
Klášter nicméně dále úspěšně rozvíjel své ekonomické aktivity, a to nejenom v oblasti Bílého moře. V polovině 17. století získal vesnici Udor v dnešní Republice Komi, asi 770 km od Soloveckých ostrovů. Aby zde zavedli těžbu kamenné soli, vyslali na místo tři plnomocné představitele a dalších 170 lidí, z toho 50 vojáků. Při hájení svých obchodních zájmů uměli být solovečtí velmi tvrdí. Konkurenčního solivárníka Pankratěva zde roku 1678 napadli klášterní ozbrojenci, stříleli z luků, oháněli se berdychami a máchali kopími. Při tom jednoho člověka zabili, čtyři ranili a vypálili 5 dílen. Pankratěv se nicméně domohl spravedlnosti u moskevského soudu a klášter se nakonec práva těžit v Udoru sůl vzdal.

### 18. století

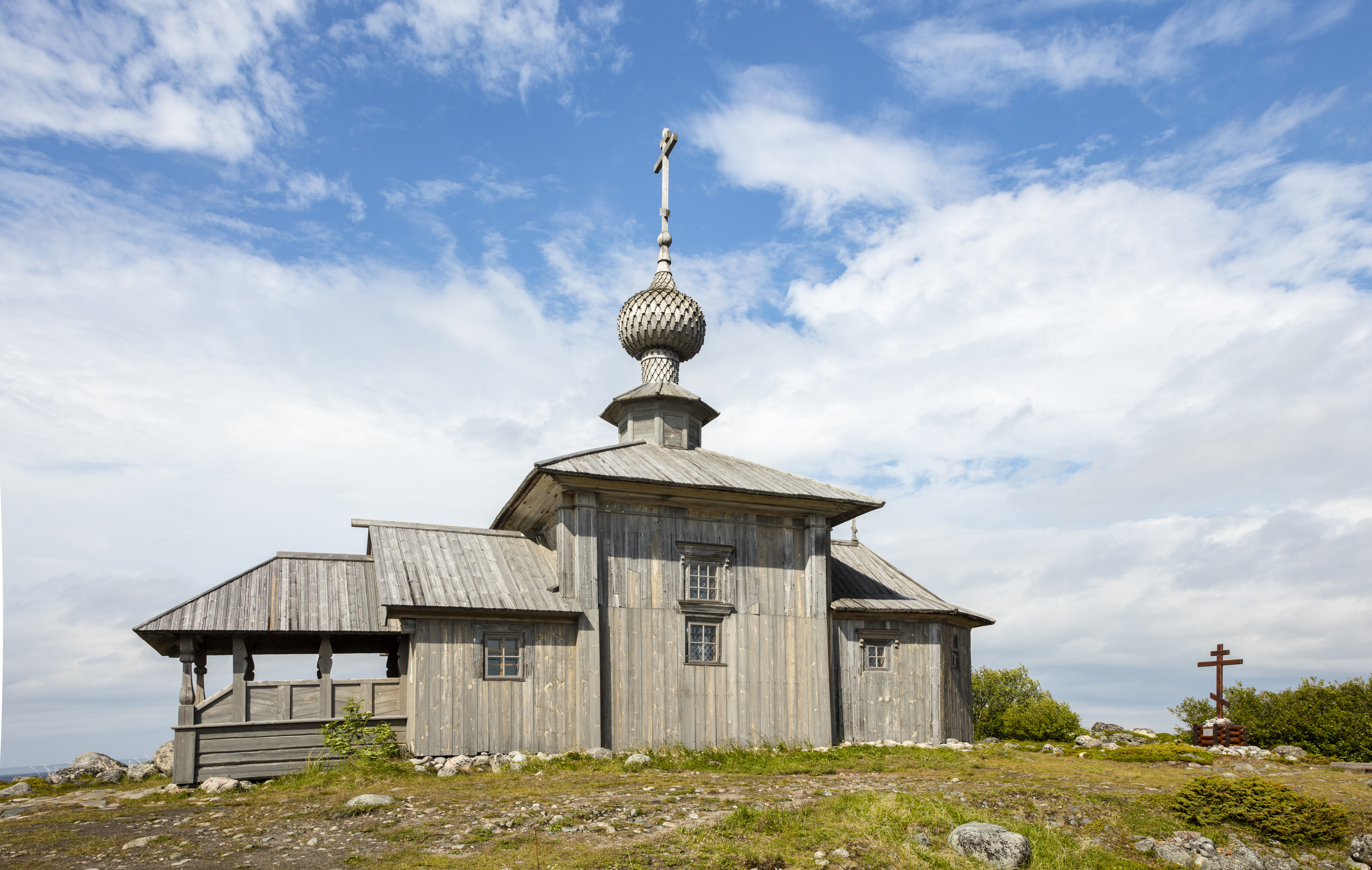
Chrám sv. Ondřeje, založený Petrem I. (Poustevna sv. Ondřeje)

Roku 1765 se klášter stal stavropigiálním, byl tedy podřízen přímo Nejsvětějšímu synodu.
V 18. století byl monastýr stále výrazným regionálním ekonomickým činitelem. Provozoval nejenom solivárny (v této době byl největším výrobcem soli v Rusku) a kovárny, ale těžil i slídu a železnou rudu, mniši a klášterní pracovníci rybařili a vedli sádky, získávali perly, lovili zvěř, pěstovali ovoce. Když byly roku 1764 klášterní majetky sekularizovány a solovečtí tak přišli o rozsáhlé statky na pevnině, začala se více rozvíjet ekonomická činnost na samotných ostrovech.
Solovecký klášter nejednou navštívil car Petr I. Veliký. Památná je zejména jeho návštěva roku 1702, kdy si přijel se svým vojskem prohlédnout klášterní opevnění, velmi podobné švédské pevnosti Nöteborg, kterou se chystal dobýt. Na Petrův příkaz na Zaječím ostrově vojáci postavili dřevěný chrám zasvěcený sv. Ondřeji, patronovi ruského námořnictva (viz poustevna sv. Ondřeje). Traduje se také, že právě tehdy car vymyslel konečnou podobu svatoondřejské vlajky, zástavy ruského námořnictva, a že právě v chrámu sv. Ondřeje byla poprvé vysvěcena. Kromě toho carovi vojáci sestavili nový kamenný labyrint nedaleko původního neolitického.

### 19. století

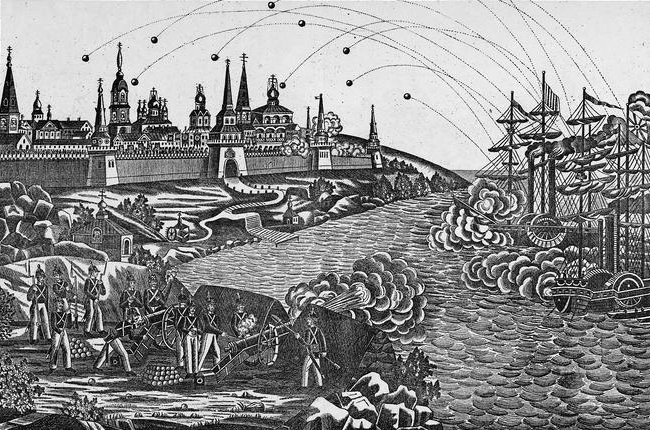
Britský útok na klášter roku 1854

Na počátku 19. století byla vojenská posádka v Soloveckém klášteře značně omezena, neboť pevnost ztrácela vojenský význam. Přece ještě jednou však musely klášterní hradby odolávat nepříteli. Během tzv. krymské války (1853-1856) docházelo vedle bojů v černomořském regionu také k menším potyčkám v Baltu, Tichém oceánu a Bílém moři.
6. července 1854 připluly do zálivu u kláštera dvě britské fregaty Brisk a Miranda. Ty chtěly s osazenstvem vyjednávat, mniši však neuměli číst vyvěšené námořní vlajky a na signální výstřely odpověděli výstřely skutečnými. Jedna dělová koule lehce poškodila Mirandu. 7. července doručil Brisk výzvu, aby se klášterní posádka vzdala. Mniši odpověděli, že vzdát se nemá kdo, neboť v klášteře žádná posádka není. To byla v zásadě pravda, ve zdech kláštera přebývalo pouze pár desítek vojenských invalidů a ze stařičkých děl stříleli naposledy před dvěma stoletími na Švédy. Angličané tedy zahájili na klášter palbu. Údajně mělo být vypáleno na 1800 střel během 9 hodin, avšak toto číslo je evidentně značně zveličené. Monastýr nebyl nijak vážně poškozen. 8. ještě Angličané vyloupili poustevnu sv. Ondřeje na Velkém zaječím ostrově (zmizely např. zvony) a odpluli. Ještě jednou připlula anglická eskadra v červnu 1855. Vojáci žádali od kláštera dobytek na doplnění zásob. Představený kláštera s Angličany osobně vyjednával, pomoc však poskytnout odmítl a lodě odpluly s nepořízenou. Na památku tohoto vyjednání leží na břehu moře nedaleko od kláštera památný kámen s vytesaným nápisem.
V létě roku 1858 navštívil Solovecké ostrovy car Alexandr II. Nikolajevič.

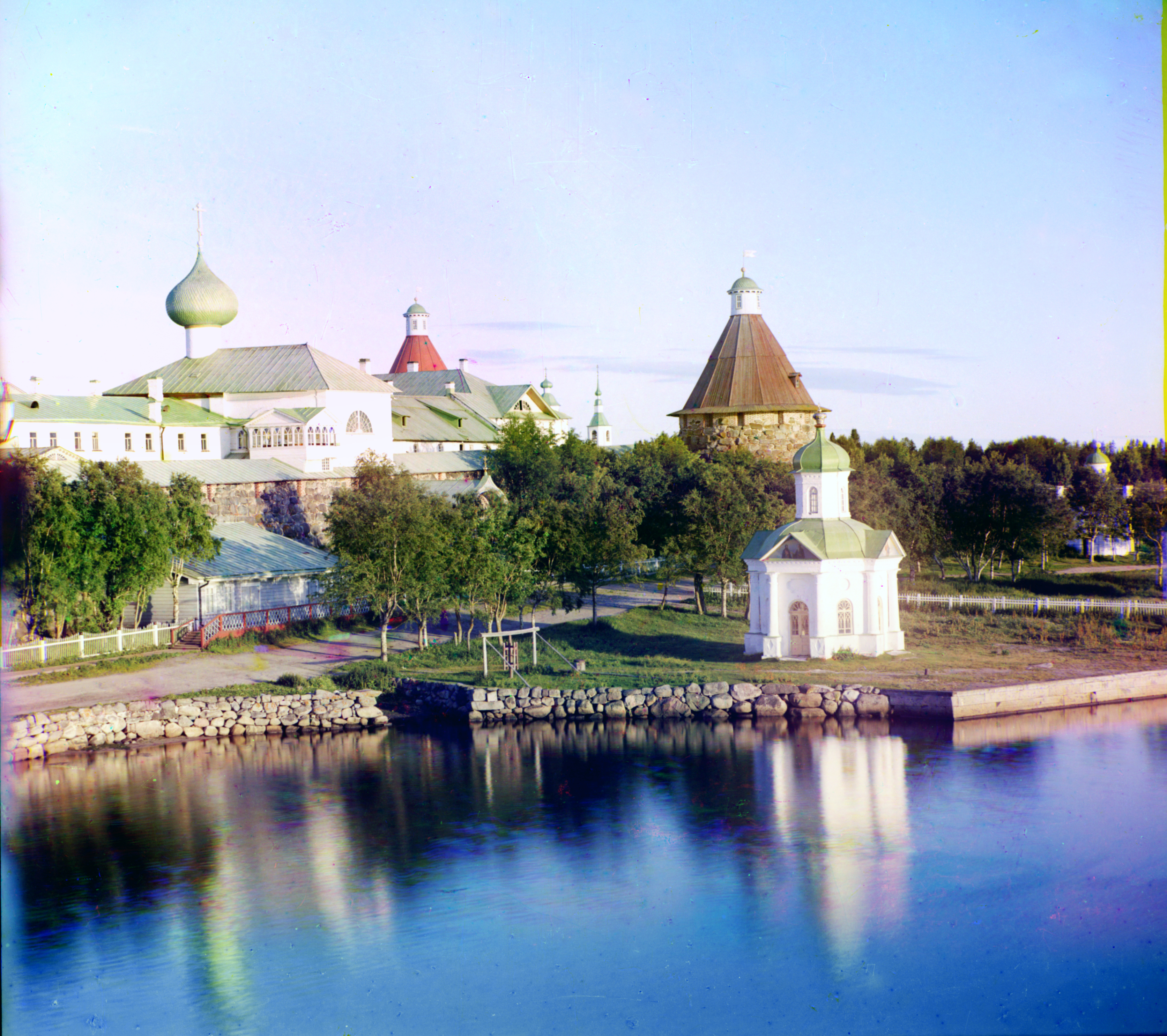
Klášter roku 1915

Ve 2. polovině 19. století se začal klášter orientovat na příjmy z masového přílivu poutníků. Vznikla tak řada ubytoven i pohodlných hotelů, monastýr zajišťoval dopravu i řadu atrakcí, jako třeba zakonzervované pozůstatky anglického ostřelování.
Na počátku 20. století byl klášter značně modernizován. Proběhly rozsáhlé meliorační práce umožňující rozšíření pastvin, mezi jezery Soloveckého ostrova vznikla síť plavebních kanálů (dodnes využívaná turisty). Roku 1912 byla na kanálu vedoucím ze Svatého jezera otevřena vodní elektrárna, díky které mohl být klášter elektrifikován. V prosinci 1915 byla zprovozněna radiotelegrafní stanice, která umožňovala bezdrátové spojení s Archangelskem.
Roku 1915 v klášteře žilo 213 mnichů a 137 kandidátů.

### Sovětské období
V květnu 1920 byl klášter oficiálně zrušen a veškerý majetek zkonfiskován, přičemž mnoho cenností bylo prodáno. Téhož roku v klášteře zřídili tábor nucených prací, kam byli internováni především zajatci z občanské války. Osazenstva kláštera se paradoxně revoluční represe nedotkly (v momentě uzavření zde žilo 571 lidí, z toho 246 mnichů). Kdo chtěl, mohl ostrovy opustit, zbytek se stal zaměstnanci nově založeného sovchozu.
Roku 1923 byl v klášterních objektech zřízen Solovecký tábor zvláštního určení, jeden z prvních sovětských gulagů. Roku 1933 byl tábor přesunut pod Bělbaltlag, gigantickou síť táborů zajišťující výstavbu Bělomořsko-baltského kanálu. Mezi lety 1937-1939 zde potom ještě krátce fungovala věznice NKVD. Těmito zařízeními prošly desítky tisíc lidí, z nichž tisíce zde našly smrt. Mezi známé vězně patřili např. Pavel Alexandrovič Florenskij či Dmitrij Sergejevič Lichačov.

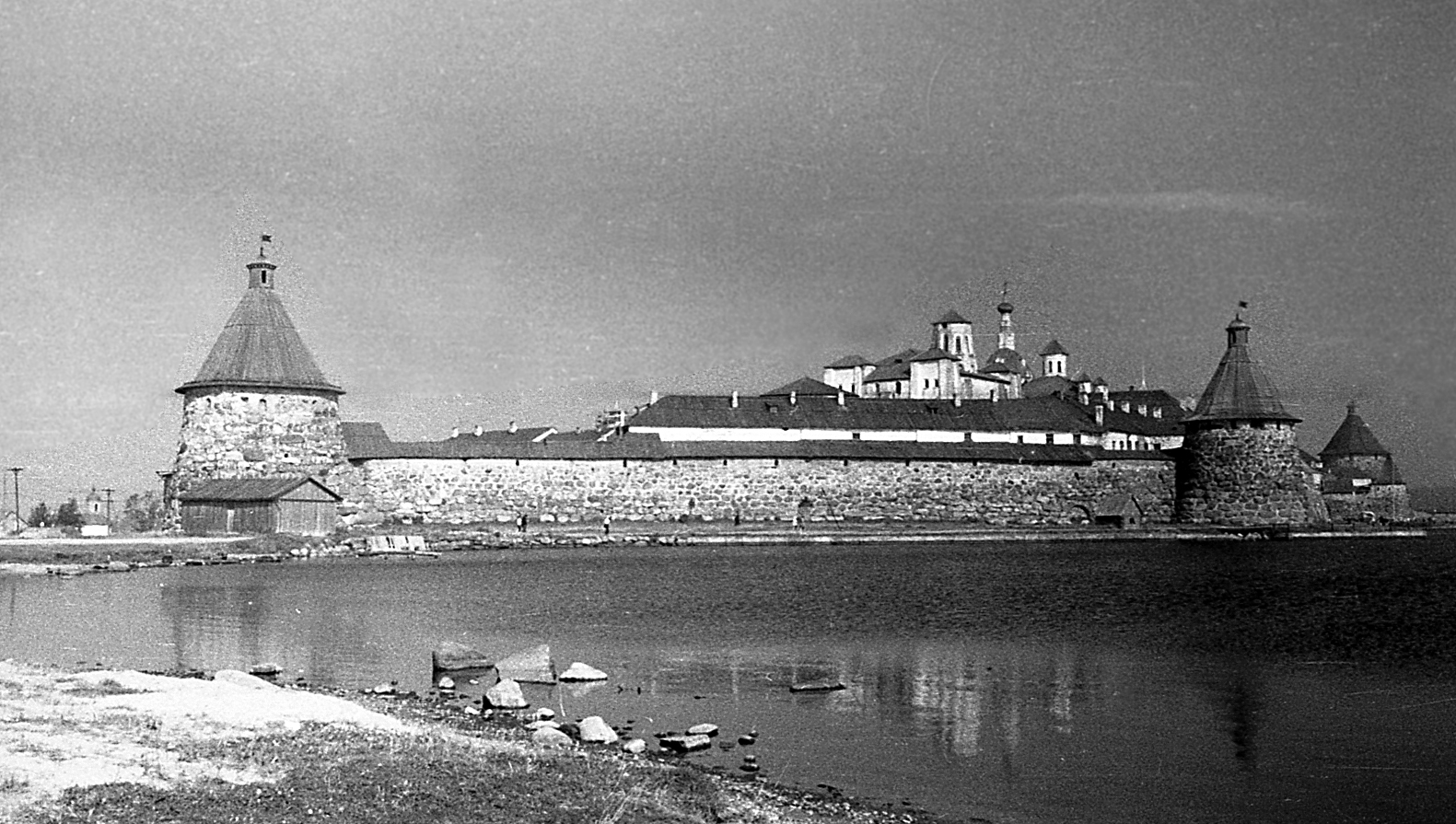
Silueta kláštera bez některých věží (1972)

V roce 1939 byly ostrovy předány armádě, mezi lety 1940-1957 je spravoval Učební oddíl Severní flotily. V těžkých válečných letech sehrála významnou roli solovecká škola vojenských plavčíků (1942-1945), kterou prošel mj. spisovatel Valentin Pikul (viz román Škola plavčíků). Během tří let jejího fungování zde získaly kvalifikaci více než 4 tisíce mladých kormidelníků, navigátorů, techniků, radistů, poddůstojníků, elektrikářů, dělostřelců a akustiků. Dodnes si mladí ruští námořníci jezdí na Solovecké ostrovy každý rok připomínat toto svého času důležité učiliště.
Běžně přístupné se Solovecké ostrovy staly až na konci 50. let. Tehdy se také začaly ozývat první hlasy, vyzývající k provedení záchranných prací na unikátním klášteře, který byl již značně zchátralý. V polovině 60. let potom proběhly první záchranné a restaurátorské práce, které pokračovaly i v následujících desetiletích.
Roku 1967 bylo založeno Solovecké historicko-architektonické muzeum jako pobočka Archangelského oblastního regionálního muzea. Na konci roku 1974 potom vzniklo samostatné Solovecké státní historicko-architektonické a přírodní muzeum, které kromě objektů samotného kláštera, okolních staveb a pousteven chrání také přírodu ostrovů a technické památky jako je systém kanálů mezi jezery.

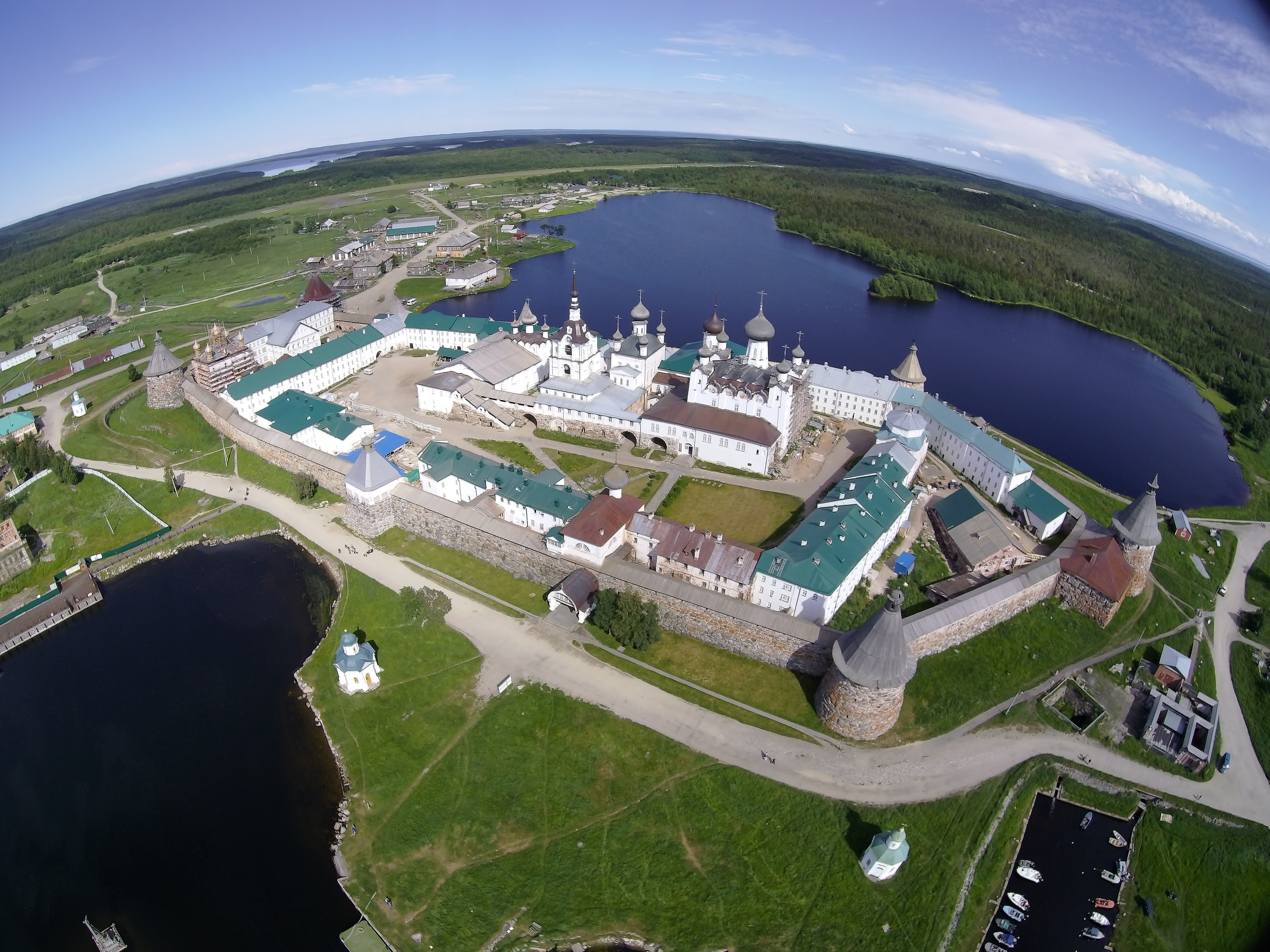
Klášterní areál roku 2017

### Obnova kláštera
V dubnu 1989 byla na Soloveckých ostrovech oficiálně zaregistrována pravoslavná náboženská obec. Do jejího čela se postavil kněz German, který se stal roku 1990 po dlouhé době prvním představeným kláštera, jehož obnovení schválil Nejsvětější synod. Až do roku 1992 tvořili mnišskou komunitu pouze German a jeho vlastní bratr. V témže roce se na Solovecké ostrovy vrátily ostatky zakladatelů kláštera, svatých Zosimy, Savvatije a Germana Soloveckých, od roku 2016 trvale uložené v chrámu sv. Trojice.
Roku 1992 byl historicko-kulturní komplex Soloveckých ostrovů zapsán na seznam světového dědictví UNESCO. Klášter začalo navštěvovat velké množství poutníků i turistů, vznikla odpovídající infrastruktura.. Práce na rekonstrukci a navrácení historické podoby kláštera se rozeběhly s ještě větší intenzitou, oprav se také dočkaly přidružené objekty jako poustevny, kanály, hotely atd.

## Areál kláštera
Různé klášterní objekty se nachází celkem na čtyřech ostrovech Soloveckého souostroví. Samotný monastýr je situován na největším z nich, Soloveckém ostrově. Zbudován byl na úzkém pruhu mezi Svatým jezerem a Zátokou hojnosti (Bílé moře). Obehnán je mohutnými pětiúhelníkovými hradbami z místních valounů, vysokými 8 až 11 m a širokými 4 až 6 m. Ty jsou posíleny 8 věžemi, dovnitř se lze dostat 7 branami. Opevnění bylo zbudováno v letech 1584-4594 stavitelem Trifonem.

### Vybrané objekty
| Název                                             | Český název                                  | Postaveno | Obrázek | Poznámky |
| ------------------------------------------------- | -------------------------------------------- | --------- | ------- | --- |
| Комплекс Успенской церкви с трапезной палатой     | Chrám Zesnutí přesvaté Bohorodice s jídelnou | 1552-1557 |         | Soubor chrámu Zesnutí přesvaté Bohorodice s jídelnou představuje nejstarší kamenný objekt Soloveckého kláštera. Stavbu provedl novgorodský stavitel Ignatij a jeho stavební huť na popud představeného Filipa. Důmyslný systém vytápění horkovzdušnými kanály dokázal v surovém severském klimatu vytopit nejenom chrám, ale i 482 m² velkou jídelnu. Ve své době to byl největší sál v Rusku, podepřený jediným sloupem. |
| Преображенский собор                              | Chrám Proměnění Páně                         | 1558-1566 |         | Jeden z nejvýraznějších klášterních objektů, který spoluvytváří jeho nezaměnitelnou siluetu. Vystavěn byl na místě nejstaršího chrámu tohoto komplexu (shořel 1485) po velkém požáru roku 1538. Roku 1602 byl propojen krytou galerií s chrámem Zesnutí přesvaté Bohorodice a jídelnou. Poslední velký požár stavbu zasáhl roku 1923, původní vzhled mu byl navrácen až na přelomu 20. a 21. století. |
| Святые ворота и надвратная Благовещенская церковь | Svatá brána a chrám Zvěstování nad branou    | 1596-1601 |         | Svatá brána představuje hlavní vchod do kláštera. V souladu s pravoslavnými tradicemi je umístěna směrem na západ a její význam podtrhuje chrám nad branou. Tvořena je nejenom samotným průchodem skrze opevnění, ale zároveň také průchodem pod chrámem Zvěstování, který je umístěn hned za hradbou. Svatostánek byl vystavěn hned po dokončení kamenného opevnění tímže stavitelem. Současnou podobu mu vtiskla rozsáhlá přestavba z přelomu 18. a 19. století. |
| Мельница                                          | Mlýn                                         | 1601-1605 |         | První písemná zmínka o vodním mlýně pochází z roku 1514. Ten stál ovšem tři versty od kláštera na umělém kanále mezi jezerem a mořem (na Soloveckých ostrovech nejsou žádné přirozené vodní toky). O přenesení mlýna mezi klášterní hradby se zasloužil představený Filip Kolyčev (ve funkci 1548-1566). Ten nechal spojit 52 jezer kanály, které svedl do Svatého jezera před klášterem, z něhož přebytečná voda odtékala přes klášter do moře. Na kanálu vedoucím přes klášter potom vznikly dva dřevěné mlýny, po požáru roku 1601 zaměněné současnou kamennou stavbou. Síla vody se zde však nevyužívala pouze k mletí obilí, ale také k pohonu zařízení na praní prádla. |
| Колокольня                                        | Zvonice                                      | 1776-1777 |         | Již na počátku 16. století stála mezi chrámem Zesnutí přesvaté Bohorodice a chrámem svatého Mikuláše dřevěná zvonice. Na počátku století 17. ji nahradila kamenná zvonice tvořená vysokými kamennými oblouky, zakončená třemi dřevěnými střechami. Na jejím místě vznikla nakonec ve 2. polovině 18. století 50 m vysoká věž, dodnes nejvyšší stavba kláštera. Ve 30. letech nahradila kříž na vrcholu věže hvězda, sňatá až roku 1985. |
| Сухой док                                         | Suchý dok                                    | 1801      |         | Solovecký suchý dok byl jedním z prvních takových zařízení v Rusku. Využíval se k opravám klášterních i soukromých lodí. Nachází se na ústí mlýnského kanálu ze Svatého jezera do Zátoky hojnosti, kterým se také v případě potřeby plnil. Jeho stěny jsou tvořeny broušenými žulovými deskami, zpevněnými kovovými skobami. Vrata doku jsou dřevěná, ve své době byla dostatečně velká pro většinu plavidel. V současnosti slouží dok ke kotvení. |

## Poustevny

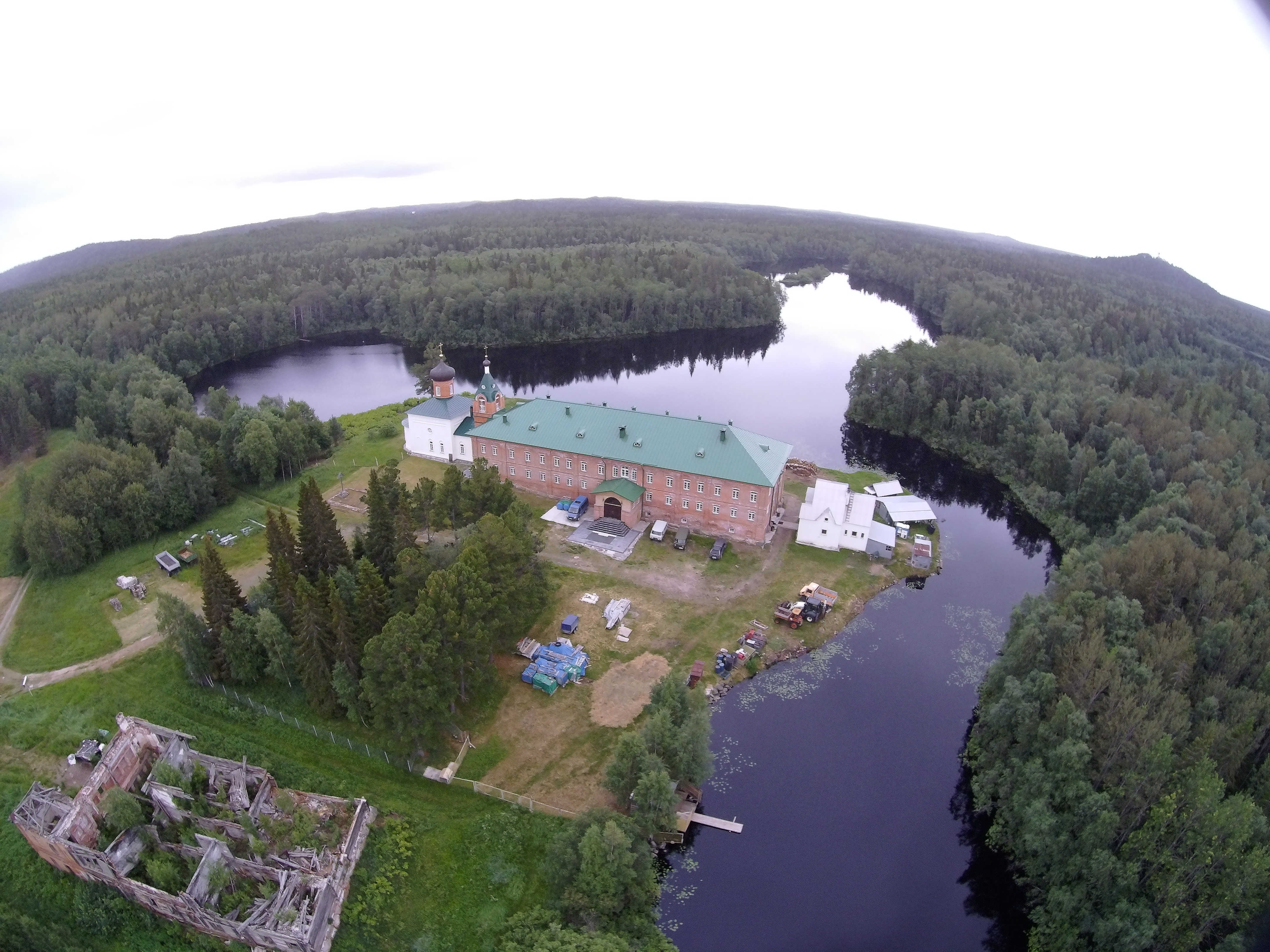
Poustevna sv. Savvatije

Solovecký ostrov
- Poustevna Nanebevstoupení
- Izákova poustevna (zanikla)
- Makarijova poustevna
- Poustevna svatého Savvatije
- Stará borová poustevna (zanikla)
- Poustevna svatého Filipa

Anzerský ostrov
- Poustevna Ukřižování na Golgotě
- Eleazarova poustevna (zanikla)
- Anzerská poustevna svaté Trojice

Velká Muksalma
- Poustevna svatého Sergeje

Velký zaječí ostrov
- Poustevna svatého Ondřeje

## Plán areálu
1. Svatá brána
2. Uspenská věž
3. Sledí brána
4. Soví brána
5. Mikulášská věž
6. Mikulášská brána
7. Kvasovarná věž
8. Kvasovarná brána
9. Kuchařská věž
10. Kuchařská brána
11. Svatojezerní brána
12. Archandělská věž
13. Archandělská brána
14. Bílá věž
15. Sušárna
16. Přádelní věž
17. Chrám Zesnutí přesvaté Bohorodice s jídelnou
18. Zvonice
19. Chrám sv. Mikuláše
20. Chrám sv. Trojice
21. Chrám Proměnění Páně
22. Galerie
23. Chrám Zvěstování nad branou
24. Dům představeného
25. Pokladnice
26. Palác místodržitele
27. Vetešnický dům
28. Kuchyně
29. Společná jídelna
30. Prosforný dům
31. Novobratrský dům
32. Chrám sv. Filipa
33. Biskupský dům
34. Dům Zvěstování
35. Ikonopisný dům
36. Kožedělný dům
37. Krejčovský dům
38. Hradební přístavba
39. Prádelní dům
40. Mlýn
41. Bratrská lázeň
42. Klášterní elektrárna
43. Kaple sv. Petra a Pavla
44. Kaple sv. Alexandra Něvského
45. Kaple sv. Cyrila
46. Hotel Proměnění Páně

## Galerie

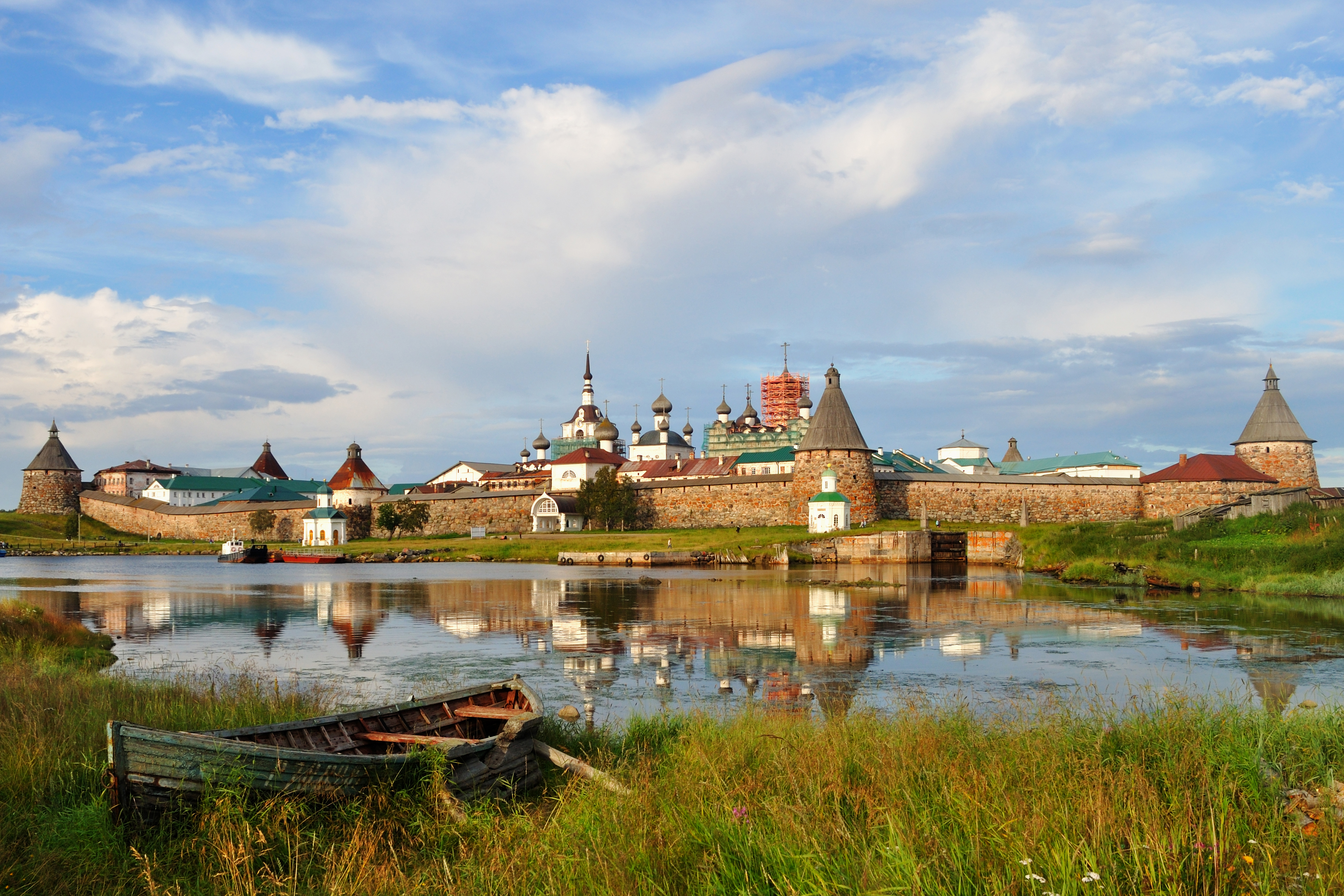
Klášter směrem od moře
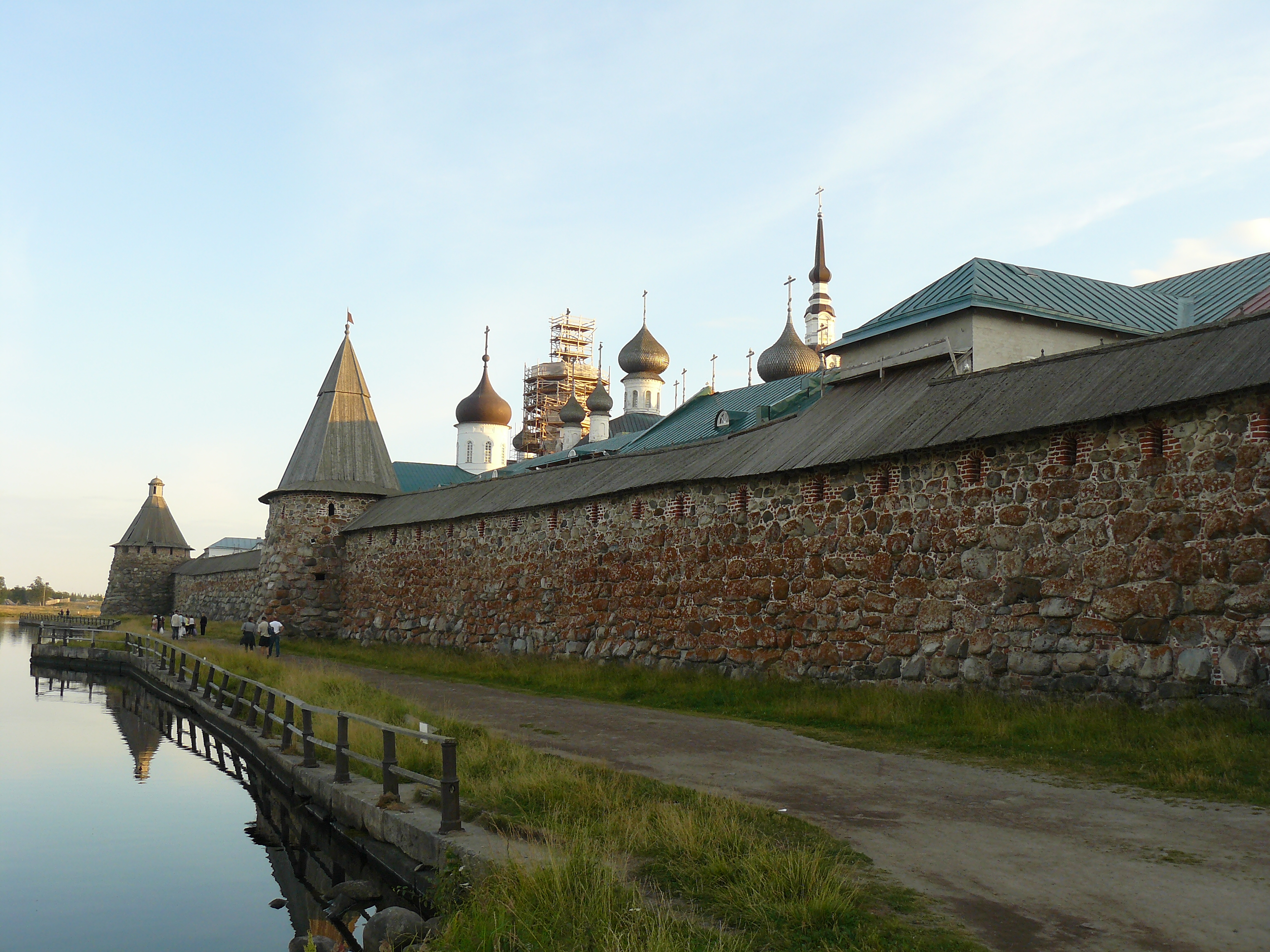
Nábřeží Svatého jezera
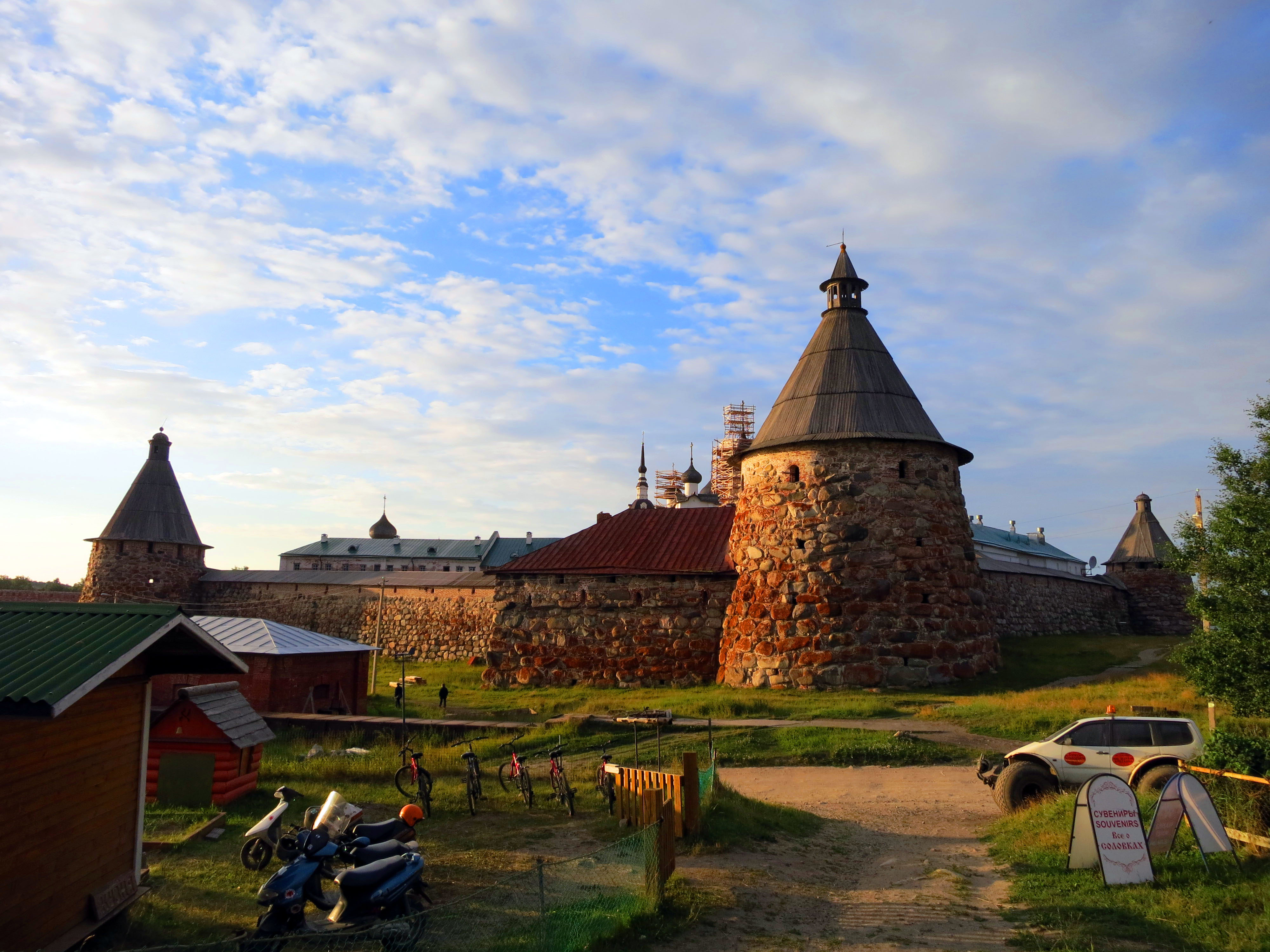
Jižní strana
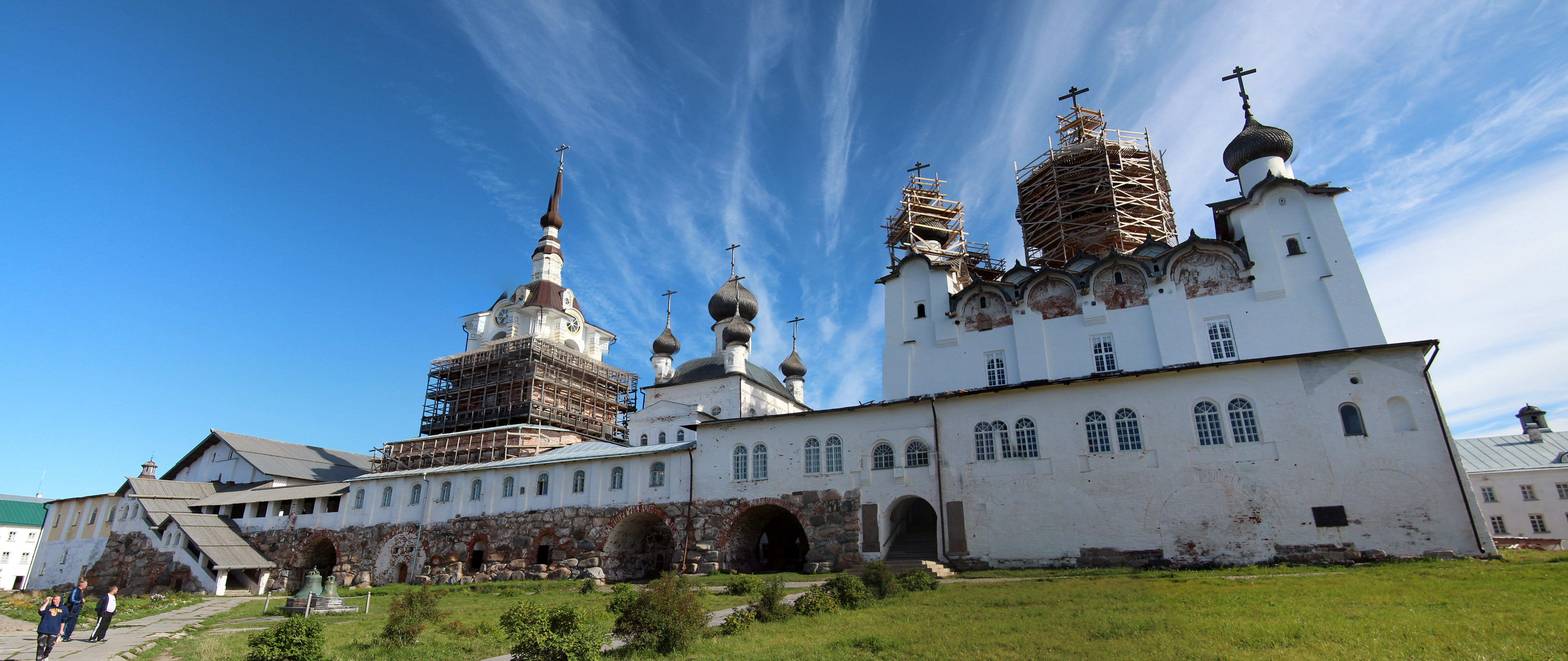
(zleva) chrám Zesnutí přesvaté Bohorodice s jídelnou, zvonice, chrám sv. Mikuláše a chrám Proměnění Páně
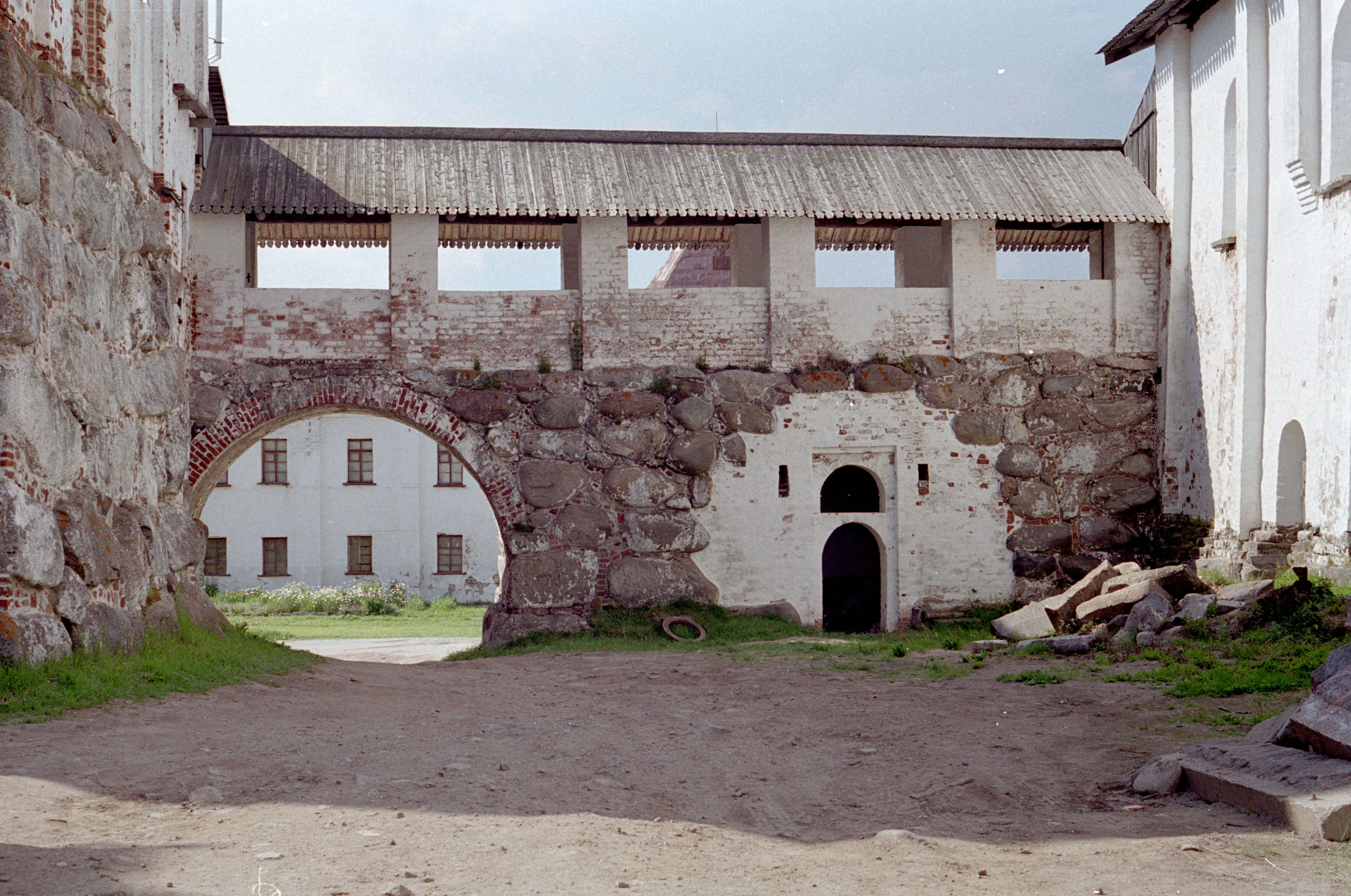
Krytý přechod
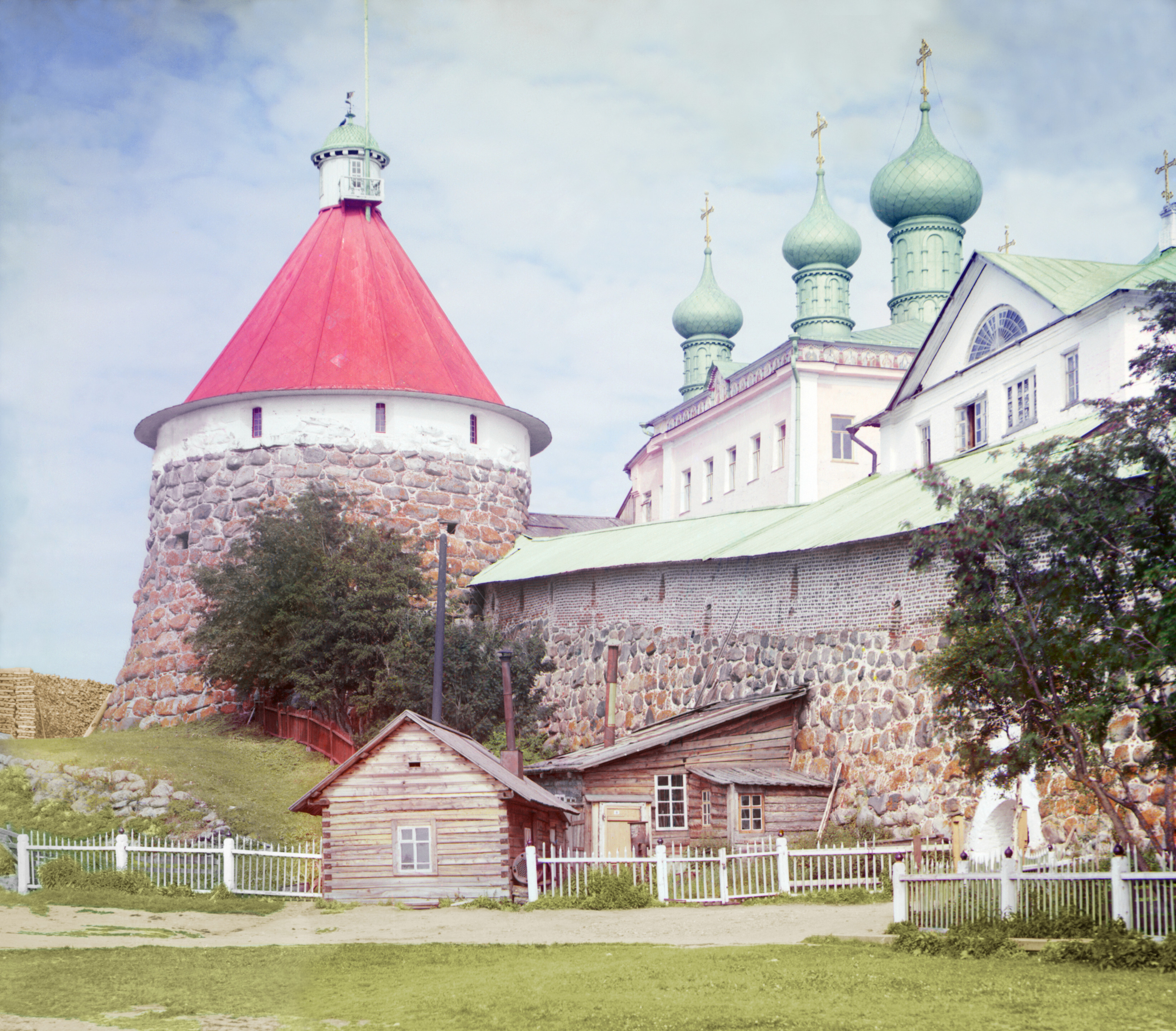
Fotografie Prokudina-Gorského z roku 1915
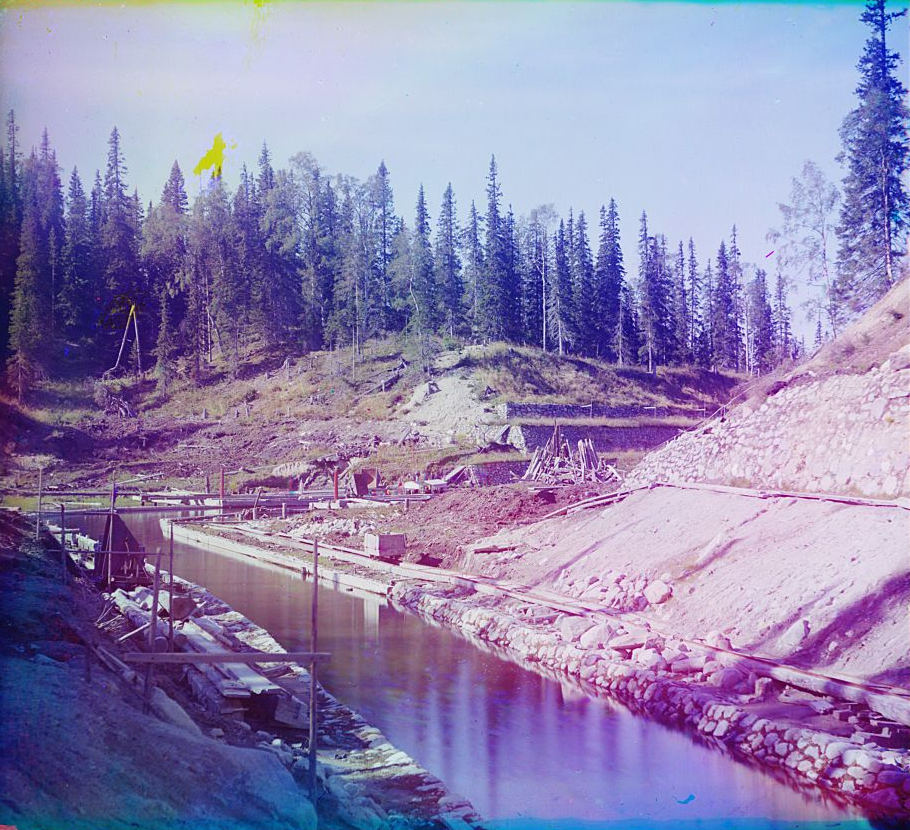
Plavební kanál roku 1915
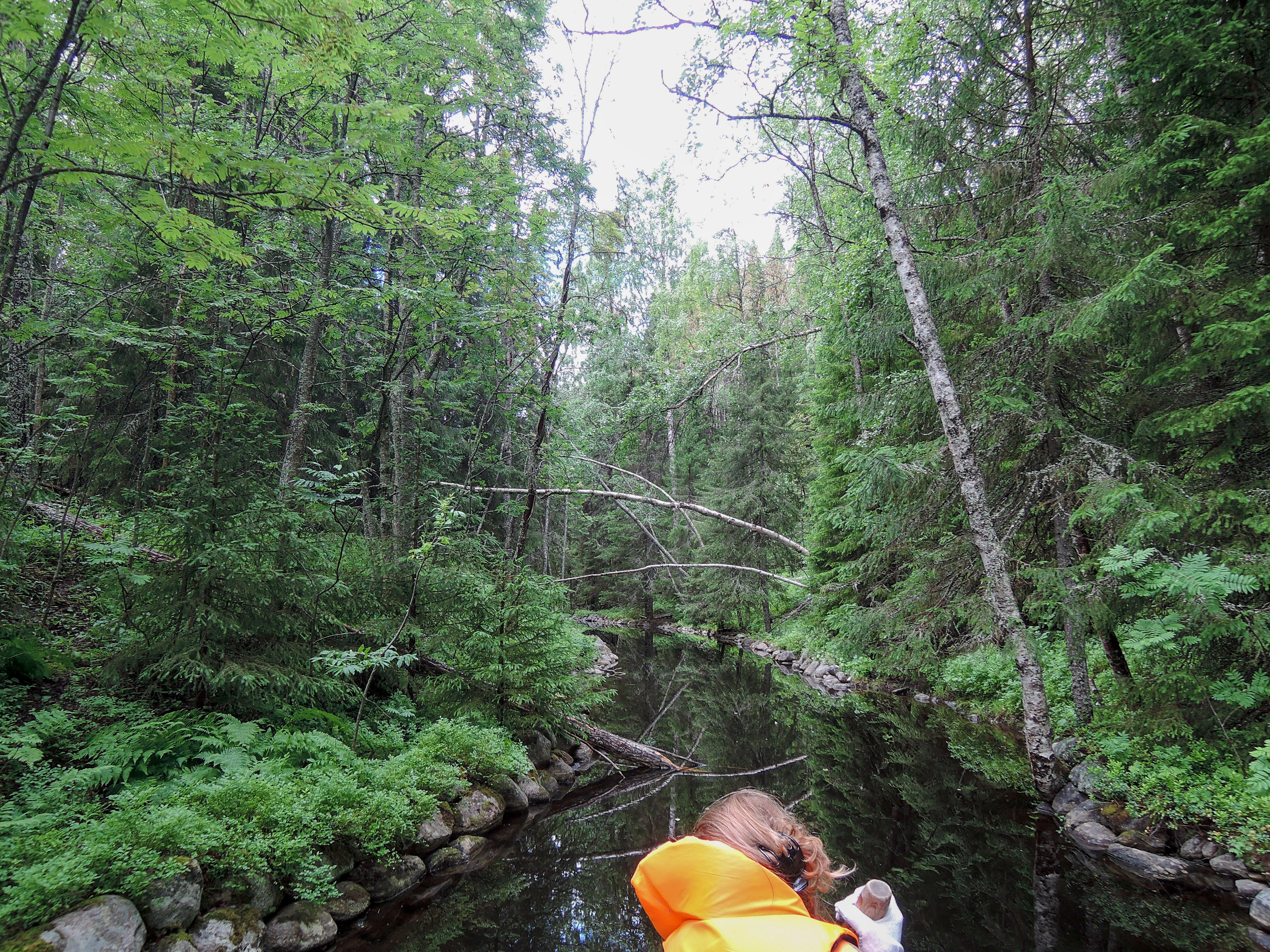
Turisté na jednom z kanálů
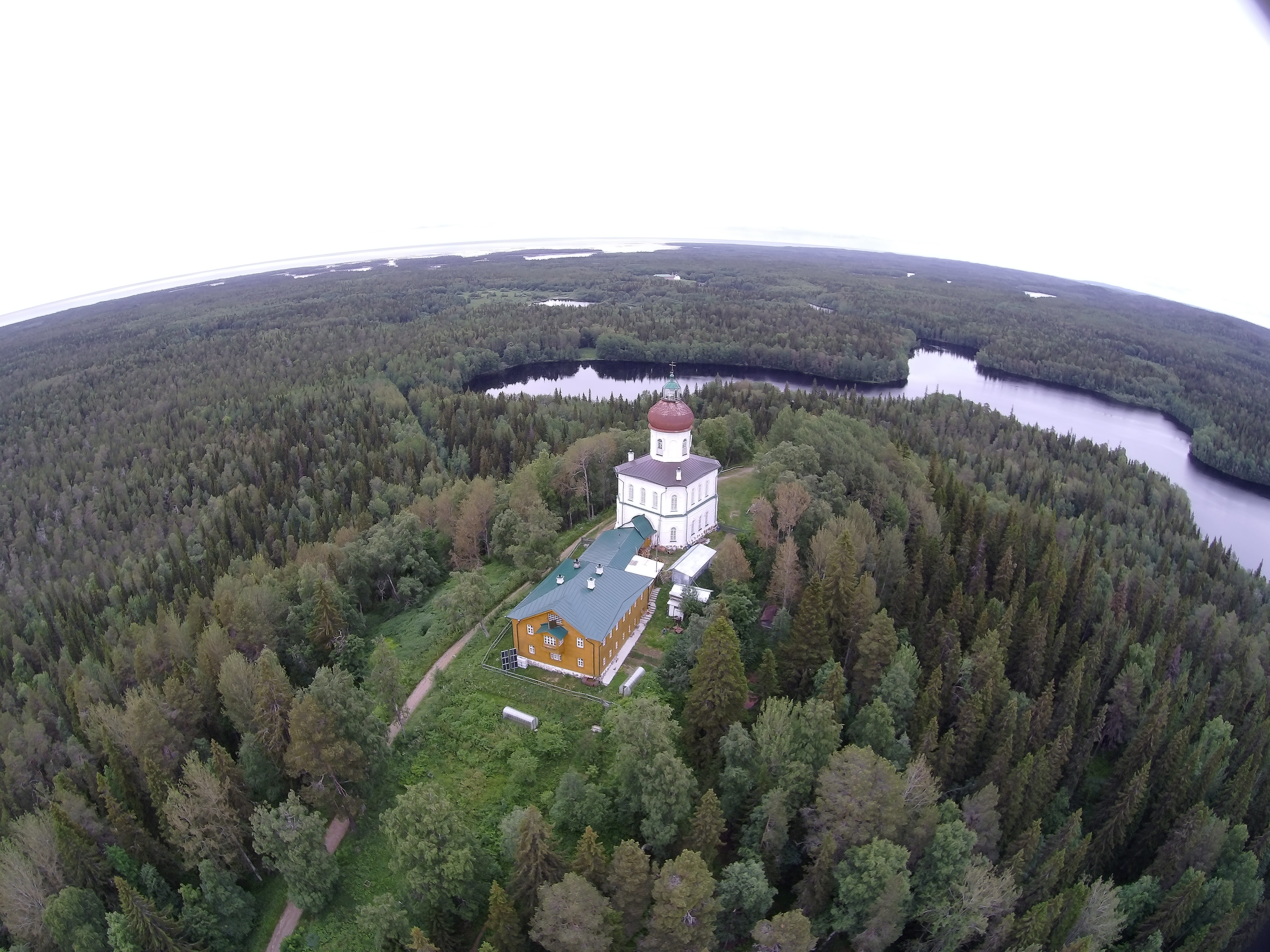
Poustevna Nanebevstoupení
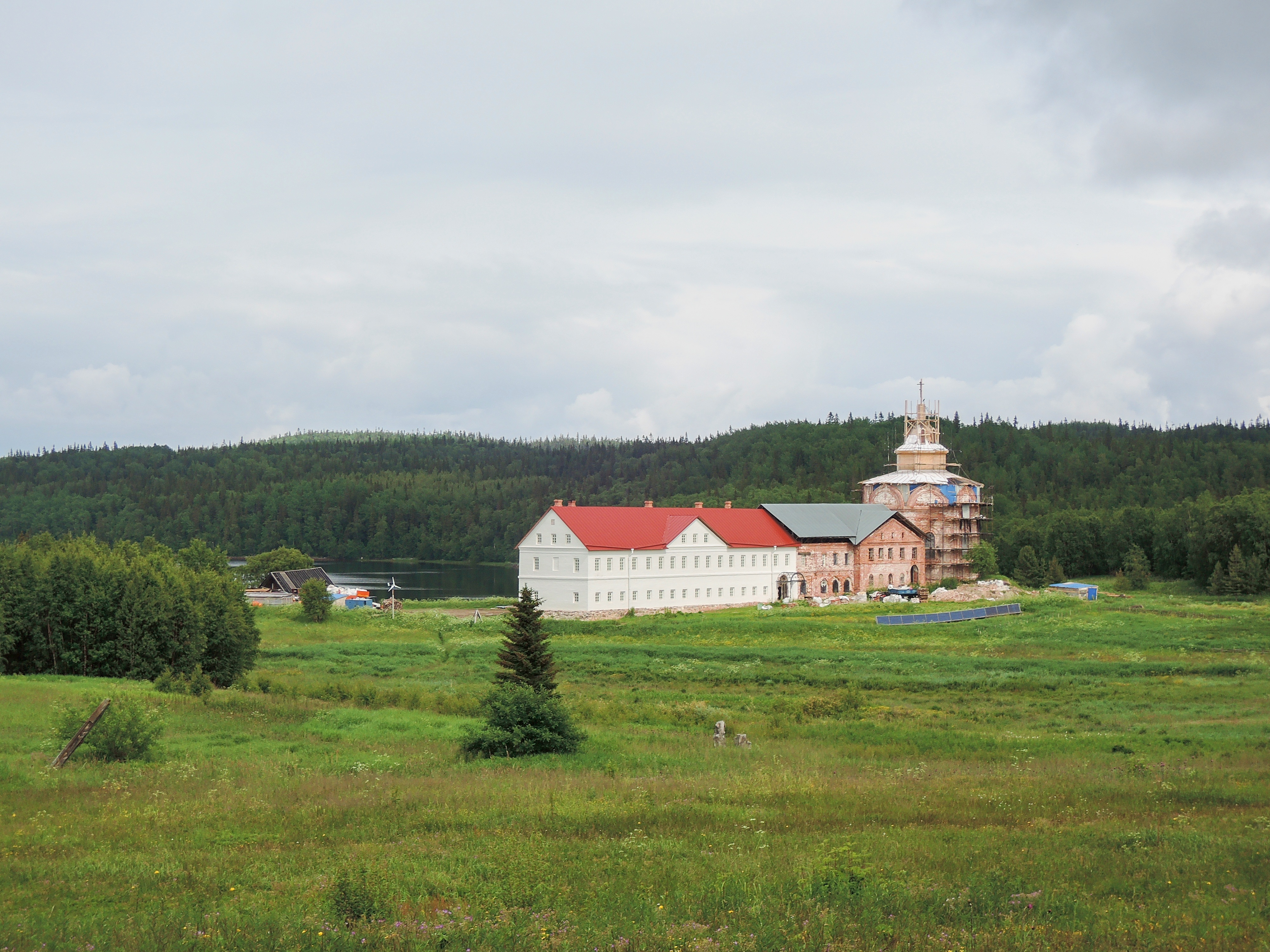
Poustevna Svaté Trojice
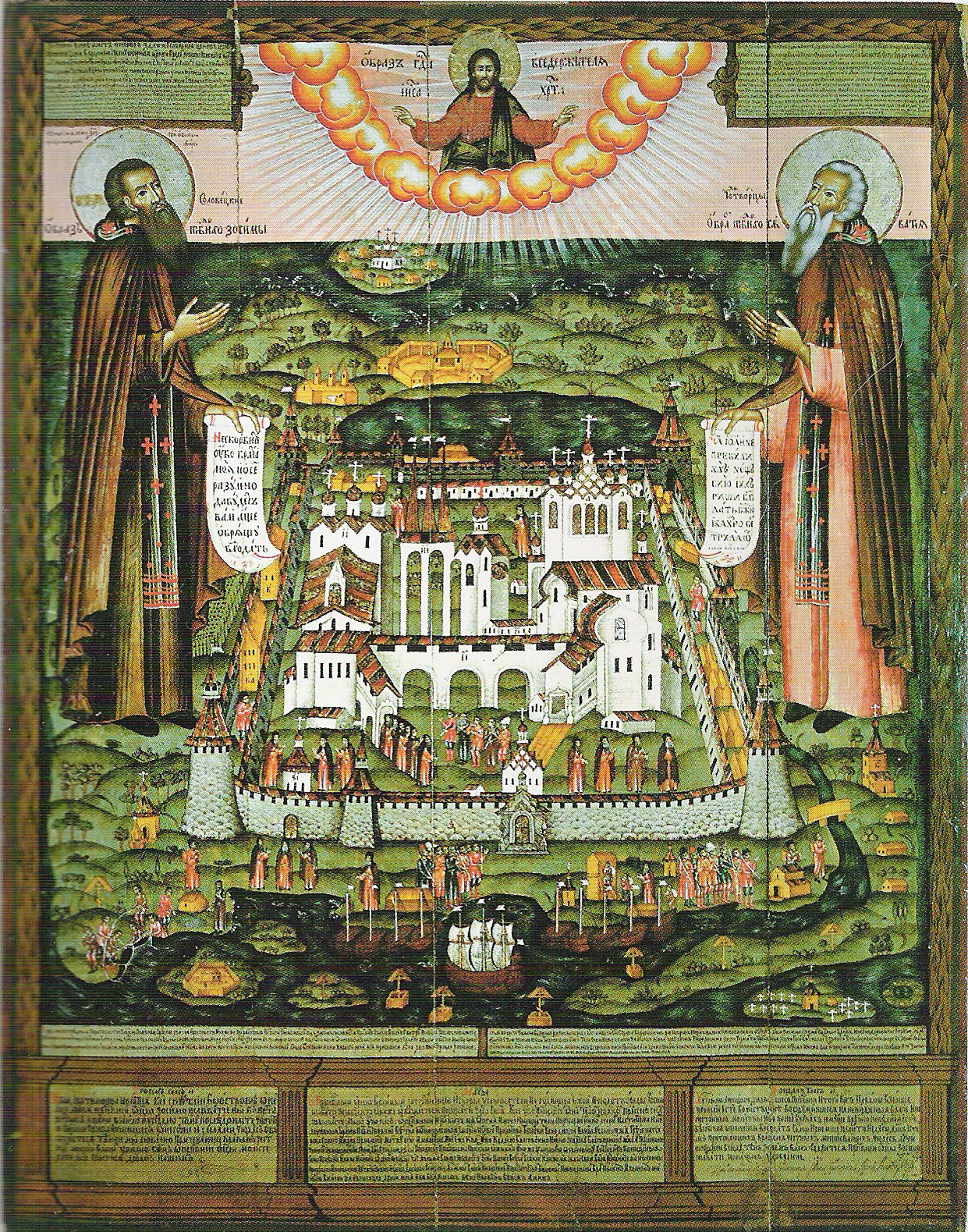
Klášter na ikoně sv. Zosimy a Savvatije
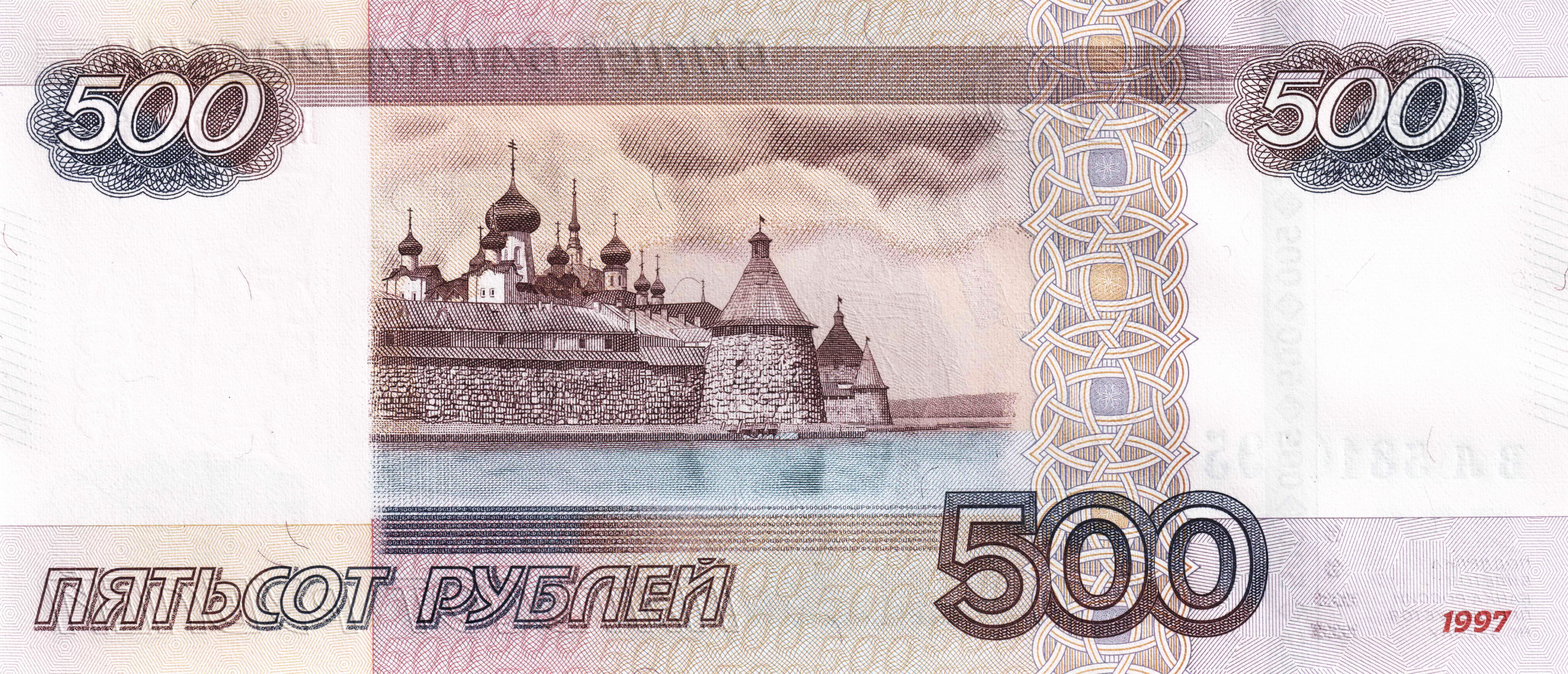
Bankovka 500 ruských rublů
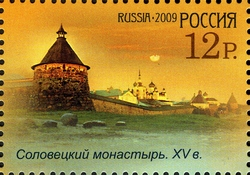
Klášter na poštovní známce